# Centrale nucleare di Bushehr
La centrale nucleare di Bushehr è una centrale elettronucleare iraniana situata nei pressi di Bushehr, città dell'omonima provincia che si affaccia sulla costa del Golfo Persico. Ad oggi (2022) è l'unica centrale iraniana e dispone di un solo reattore operativo. Secondo le previsioni, sarà alla fine equipaggiata con 5 reattori di tipologia VVER1000, ma di differenti modelli.

## Storia
La centrale è una eredità del primo programma nucleare iraniano, quindi ha la particolarità di avere sistemi di sicurezza e strutture di contenimento occidentali, mentre il reattore è stato fornito dalla Russia in base a un accordo del 1995. Nei primi mesi del 2010 sono stati completati i test preliminari per verificare la tenuta dei sistemi della centrale e si prospetta di far partire commercialmente l'impianto per la fine di dicembre 2010. Il primo reattore è stato inaugurato il 21 agosto 2010 con una cerimonia ufficiale, e l'inserimento del combustibile nucleare è cominciato il 26 ottobre. Il 27 novembre è stata annunciata l'accensione del reattore. La seconda accensione del reattore è avvenuta ad inizio maggio 2011, dopo alcuni giorni alla potenza minima sarà aumentata la potenza del reattore fino al 100% per poter controllare la piena funzionalità di tutti i sistemi è stata poi collegata alla rete elettrica il 3 settembre 2011

## Descrizione
La centrale fa parte del programma nucleare dell'Iran, coordinato dall'Organizzazione dell'Energia Atomica dell'Iran e sotto la supervisione dell'IAEA, per cui non è soggetto a restrizioni internazionali al contrario, invece, del programma di arricchimento dell'uranio.
In base all'accordo con la Russia, inoltre, l'Iran dovrebbe restituire il combustibile nucleare esausto fugando così i dubbi sul suo utilizzo nella costruzione di armi atomiche.
Per il 2026-2027 sono previsti l'entrata in funzione completamente operativa di due reattori nucleari aggiuntivi, anch'essi VVER da 1000MW ciascuno.